# Yie Ar Kung-Fu II
 (août 2015).
Si vous disposez d'ouvrages ou d'articles de référence ou si vous connaissez des sites web de qualité traitant du thème abordé ici, merci de compléter l'article en donnant les références utiles à sa vérifiabilité et en les liant à la section « Notes et références ».
Yie-Ar Kung Fu II (イーガー皇帝の逆襲　～イー・アル・カンフー・２～ (Īgā-kōtei no Gyakushū: Ī Aru Kanfū)) est un jeu de la société japonaise Konami, sorti sur les plates-formes de micro-ordinateurs MSX, Thomson Gamme MOTO, ZX Spectrum en 1986.
C'est la suite de Yie-Ar Kung Fu sorti l'année précédente.
Des paysages sont ajoutés aux niveaux, et les graphismes sont plus raffinés. Le personnage se déplace le long de trois écrans ou des personnages volant défilent, avant d'arriver au boss final du niveau.
Les boss des différents niveaux sont dans l'ordre des niveaux :
1. Yen-Pei qui se bat avec sa natte ;
2. Lan-Fang qui envoie des éventails ;
3. Po-Chin qui envoie des flatulences ;
4. Wen-Hu qui est aidé par un masque de démon volant et tournoyant ;
5. Wei-Chin qui lance des boomerangs ;
6. Mei-Ling qui lance des couteaux ;
7. Han-Cheng qui lance des bombes ;
8. Li-Jen qui déclenche des éclairs.